# IPTV

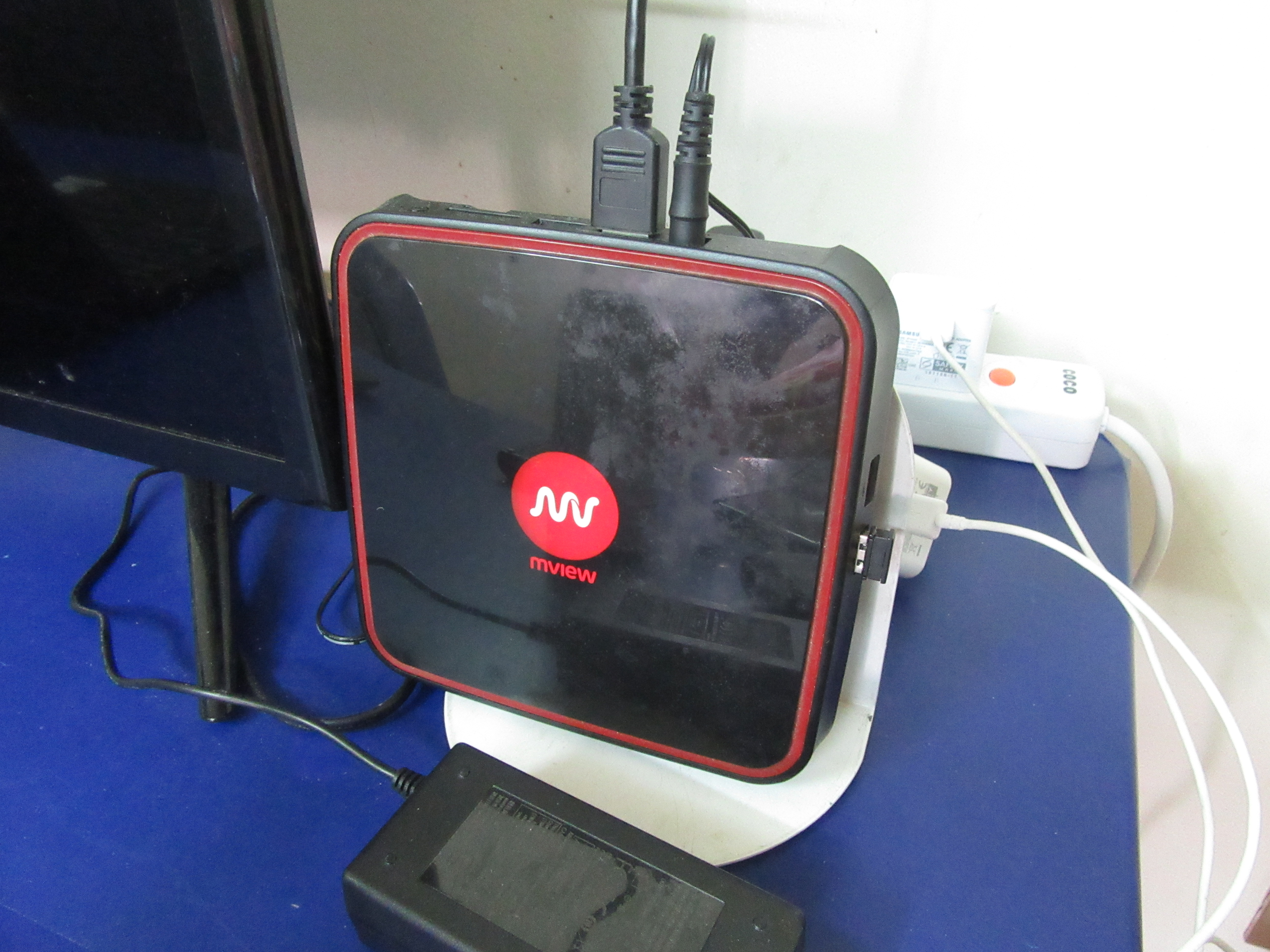
IPTV 장비

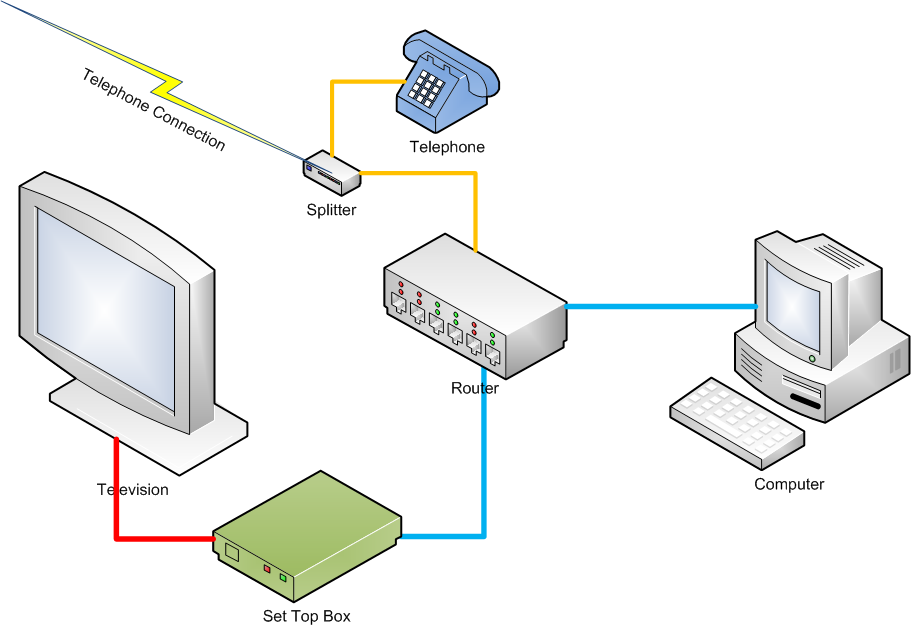
IPTV의 단순 다이어그램

IPTV(영어: Internet Protocol Television, 한국어: 인터넷 프로토콜 텔레비전)는 광대역 연결 상에서 인터넷 프로토콜을 사용하여 소비자에게 디지털 텔레비전 서비스를 제공하는 시스템을 말한다. 또한 같은 기반구조를 이용하는 주문형 비디오(VOD)는 물론 기존 웹에서 이루어지던 정보검색, 쇼핑이나 VoIP 등과 같은 인터넷 서비스를 부가적으로 제공할 수 있게 되어 사용자와의 활발한 상호작용이 가능하다.
케이블TV보다 압도적으로 많은 가입자를 유치하고 있지만, 수요가 폭발적으로 증가하는 추세로, 주로 가정용으로 많이 제공되며 주문형 비디오(VOD 및 PPV) 서비스 상품과 인터넷 서비스 상품을 결합하여 요금 할인 등 가입자에게 여러 가지 혜택을 제공하고 있다. 최근엔 웅장한 음질과, AI(인공 지능) 서비스가 제공되는 KT의 '기가지니'를 비롯한, 후발 업체인 SK브로드밴드의 Btv Nugu 등 우퍼 타입의 UHD AI IPTV 셋톱박스가 출시되었다.

## 정의
IPTV의 단순한 정의는 인터넷을 통해 텔레비전 방송을 원하는 시간에 시청할 수 있는 시스템이다. 그러나 실시간 방송의 문제 등에서 기존의 방송사들과 IPTV의 법적 정의에 대한 논란이 크다. 대한민국의 "인터넷 멀티미디어 방송사업법(이하 IPTV 사업법)"에서는 인터넷 프로토콜 텔레비전을 "인터넷 멀티미디어 방송"으로 정의하고, "광대역통합정보통신망등(자가 소유 또는 임차 여부를 불문하고, 「전파법」 제10조제1항제1호에 따라 기간통신사업을 영위하기 위하여 할당받은 주파수를 이용하는 서비스에 사용되는 전기통신회선설비는 제외한다)을 이용하여 양방향성을 가진 인터넷 프로토콜 방식으로 일정한 서비스 품질이 보장되는 가운데 텔레비전 수상기 등을 통하여 이용자에게 실시간 방송프로그램을 포함하여 데이터·영상·음성·음향 및 전자상거래 등의 콘텐츠를 복합적으로 제공하는 방송"으로 풀이한다.(제2조 1호)

## 장점
IPTV는 엄연한 인터넷 프로토콜 기반의 플랫폼이기 때문에 VoIP와 같은 고속통신망 서비스와 통합되어 서비스되기 때문에 많은 장점들을 제공한다. 기존의 케이블이나 위성과 같은 TV는 일방적으로 다운로드하는 스트림과, 동시에 많은 채널들이 전송되기 때문에 사용자는 하나의 콘텐츠를 선택해서 보게 되어 있다. IPTV는 양방향 서비스로 콘텐츠의 내용이 네트워크에 남아 있기 때문에 사용자들이 원하는 시간에 콘텐츠를 골라서 볼 수 있다. 또한 근래 들어 새로 출시된 안드로이드 OS를 기반으로 하는 스마트 셋톱박스도 실시간 방송 시청과 동시에 웹 서핑, 스마트 앱을 이용한 양방향 컨텐츠를 이용할 수 있지만, 2021년 11월에 국내에서 정식으로 출시한 Apple TV 4K의 경우, 소비자가 직접 구입하는 엄연한 자급제 스트리밍 OTT 장치이므로, SK브로드밴드의 실시간 IPTV 채널과 Apple TV 앱을 통해 선호하는 TV 프로그램 및 영화, 그 외 VOD(주문형비디오) 서비스까지 모두 즐길 수 있다.
IPTV 단말기가 실시간 방송을 네트워크로 수신해서 AV 신호로 보내기 때문에 사용자는 지역 케이블이나 위성방송, 지상파 방송의 튜너를 쓰지 않고 HDMI 입력 기능을 쓴다. 따라서, IPTV 가입자는 HDMI 입력이 지원되는 모니터만 가지고 있다면 IPTV를 볼 수 있다. 2016년 이후 출시된 KT와 SK브로드밴드, LG유플러스의 UHD IPTV 셋톱박스는 HDMI 영상 및 음성 통합 단자를 가지고 있지만, IPTV 단말기에 성인 컨텐츠(프리미엄 유료 채널 서비스를 비롯한 청소년 보호법상 19세 등급 표시를 하는 방송 프로그램 및 VOD/PPV 서비스)의 청소년 시청을 제한하는 성인 인증 보안 시스템(D-CAS)이 작동된다.
더욱이, 2020년 이후에 초고화질을 겨냥한 UHDTV가 보편화되면서, 복잡한 유선 랜 케이블 대신에 WIFI 방식의 완전 무선형 셋톱박스인 KT의 '지니TV UHD WIFI'와 SK브로드밴드의 'Btv 스마트3 미니'의 경우, 벅걸이형 TV에 설치하여, 미관상 불편함을 해소할 수 있는 초소형 무선 셋톱박스로 2021년에 출시한 바 있다.

## 제한
IPTV는 스트리밍 데이터를 신뢰할 수 없는 경우 패킷 손실과 지연에 민감하다. IPTV에는 움직이는 영상을 전달하기 위하여 1초에 나타내는 프레임 수를 올바르게 활용할 수 있게 하기 위하여 별도로 정해 둔 최소 속도를 요구한다. 이는 인터넷 속도가 느린 지역의 IPTV 고객은 서비스 품질에 제한을 받을 수 있음을 뜻한다.
대한민국과 같은 경우에는 6백만 가정이 초당 100메가비트의 최소 속도의 이점을 맛보고 있으며 영국과 같은 다른 국가에서는 초당 3-5메가비트의 속도를 제공받는다.

## 회선망 논쟁
IPTV의 경우 장점에서도 기술했듯이 인터넷 프로토콜 기반의 플랫폼이기 때문에 고속, 안정적인 회선망이 적용되어야 하나 망 사업자가 제한이 되어 있어 회선망의 공유에 대한 논란이 일고 있다. 가장 대표적인 사례가 다음과 KT의 논쟁으로서 해결 기미가 보이고 있기는 하지만 아직 해결되지는 못하고 있다.

## 개방형 IPTV
현재까지의 IPTV는 회선망을 보유한 업체들을 중심으로 타사에 대해 배타적인 폐쇄형 IPTV서비스가 이루어졌다. 하지만 망중립성 논쟁과 함께 개방형 IPTV에 대한 요구도 강하게 나오고 있다. 실제로 방송통신위원회는 회선망을 개방하여 망을 보유하지 않은 사업자들에게도 IPTV서비스를 승인하는 개방형 IPTV에 대해 집중적으로 투자할 것이라 밝혔다.
개방형 IPTV를 처음 주장한 것은 2006년 다음커뮤니케이션이다. Daum은 이후 국내 최초 IPTV시범사업을 개방형 IPTV로 최초로 진행하였다. 정보통신부와 방송위원회가 공동으로 추진하는 IPTV 시범사업의 사업자 선정 평가결과, C-Cube(통신업계), 다음(daum) 2개 컨소시엄이 최종 선정되었다.평가는 학계, 연구계 등 통신·방송분야 전문가 8인으로 구성된 평가단에 의해, 서면평가(10. 2일)와 실사평가(10.10일)로 나누어 공정하고 투명하게 실시되었다.서면평가 결과 70점 이상을 받은 C-Cube(KT 주관), UMB(케이블업계), 다음(Daum) 3개 컨소시엄이 통과하였으나, UMB는 연내 시범서비스 개시가 불가능하다고 알려옴에 따라 탈락되었다.

## 모바일 IPTV
IPTV가 인터넷 기반이라는 점에서 착안. Wi-Max(이후 한국 서비스 명인 Wibro사용), 3GPP, 3GPP2, DVB과 같은 무선 광대역통신기술을 이용한 모바일IPTV의 연구가 진행 중이다. 한국의 경우 와이브로망을 이용한 IPTV서비스를 방송통신위원회를 중심으로 활발하게 연구/투자가 이루어지고 있으며, 2009년 6월 대한민국 제주도에서 열린 '한-아세안 특별정상회담'에서 과학기술정보통신부 주관으로 KT와 알티캐스트가 세계최초로 Wibro망 기반 모바일IPTV를 성공적으로 시연하였다.

## 적용기술
- 베이스밴드 규격
- H.264/MPEG-4 AVC
- SI 규격
- STB M/W 규격
- 수신 제한 시스템

## 채널 사용 사업자
채널 사용 사업자에 대하여는, 대한민국의 "인터넷 멀티미디어 방송사업법"에서 "인터넷 멀티미디어 방송 콘텐츠사업"이라는 용어를 사용하여 "인터넷 멀티미디어 방송 제공사업자에게 인터넷 멀티미디어 콘텐츠를 공급하는 사업"으로 정의(제2조 4호 나목)하고, "인터넷 멀티미디어 방송 콘텐츠사업자"를 "인터넷 멀티미디어 방송 콘텐츠사업을 하기 위하여 제18조 제2항에 따라 신고·등록하거나 승인을 받은 자"로 정의(제2조 5호 나목)한다.

#### 대한민국의 채널 사용 사업자의 목록
| - KBS 1TV - KBS 2TV - KBS경인 - KBS춘천 - KBS부산 - KBS창원 - KBS대구 - KBS광주 - KBS전주 - KBS제주 - KBS대전 - KBS청주 - KBS강릉 - KBS원주 - KBS울산 - KBS진주 - KBS안동 - KBS포항 - KBS목포 - KBS순천 - KBS충주 - MBC TV - MBC경남 창원방송 - MBC경남 진주방송 - MBC강원영동 강릉방송국 - MBC강원영동 삼척방송국 - MBC충북 청주방송국 - MBC충북 충주방송국 - 원주MBC - 춘천MBC - 부산MBC - 울산MBC - 대구MBC - 안동MBC - 포항MBC - 광주MBC - 목포MBC - 여수MBC - 전주MBC - 제주MBC - 대전MBC - SBS TV - G1방송 - TJB 대전방송 - CJB 청주방송 - TBC - KNN - ubc 울산방송 - kbc - JTV - JIBS - EBS 1TV - EBS 2TV - OBS경인TV - CJ ONSTYLE - CJ ONSTYLE플러스 - GS SHOP - GS MY SHOP - 현대홈쇼핑 - 현대홈쇼핑+Shop - NS홈쇼핑 - NS Shop+ | - 롯데홈쇼핑 - 롯데 OneTV - 홈앤쇼핑 - 공영쇼핑 - W쇼핑 - 쇼핑엔티 - 신세계 쇼핑 - KT알파 쇼핑 - SK스토아 - JTBC - JTBC2 - JTBC 골프&스포츠 - JTBC GOLF - JTBC4 - MBN - MBN플러스 - 매일경제TV - TV조선 - TV조선2 - TV조선3 - 채널A - 채널A플러스 - YTN - YTN2 - YTN 사이언스 - 연합뉴스TV - 연합뉴스경제TV - 연합뉴스TV JOB - KBS N 스포츠 - KBS 라이프 - KBS W - KBS 드라마 - KBS 조이 - MBC 드라마넷 - MBC 에브리원 - MBC M - MBC 스포츠플러스 - MBC ON - MBCNET - SBS 골프 - SBS 골프 2 - SBS 스포츠 - SBS Biz - SBS 플러스 - SBS funE - SBS LIFE - SBS FiL UHD - OBS W - Now 제주TV - tvN - tvN DRAMA - tvN SHOW - 엠넷 - tvN STORY - OCN Movies - OCN - OCN Movies 2 - 중화TV | - CH.WIDE - 캐치온1 (유료 채널) - 캐치온2 (유료 채널) - 리얼TV - ENA 드라마 - ENA 스토리 - 채널칭 - ONT - 헬스메디TV - CNTV - 채널차이나 - 채널액션 - K-STAR - 코미디TV - 드라맥스 - i PLAY - i SHOW - NXT - MAXPORTS - History HD - 라이프타임 - E채널 - SCREEN - 드라마큐브 - CH.now - Ch.ever - MX - 채널뷰 - FashionN - cineF - theM - Mplex - 디원TV - X-ONE - SPOTV - SPOTV2 - SPOTV Golf & Health - SPOTV K - SPOTV Prime - SPOTV Prime2 - 위라이크 - 채널EM - 인디필름 - 엣지TV - Sky Sports - OL!FE - ENA 플레이 - ONCE - ENA - Kids TalkTalk Plus - skyUHD - 헬스메디 - 뉴트로TV - 채널U - CINETREE - 더라이프 - 더라이프2 | - GTV - GMTV - UHD DreamTV - BallTV - StoryTV - 생활체육TV - 리빙TV - 동아TV - 하이라이트TV - 엔터TV - ONN 닥터TV - 메디컬TV - 쿠키건강TV - ETN - CMC TV - 채널S - 채널S 플러스 - Bloomberg - 바둑TV - 텔레노벨라 - 애니맥스 - 애니원 - 애니박스 - 대교어린이TV - 채널 J - OUN 방송대학TV - tbsTV - 바둑TV - K바둑 - 한국낚시방송 - 브라보키즈 - 한경arteTV - 브레인TV - KTV 국민방송 - 국회방송 - 한국경제TV - 서울경제TV - MTN - 이데일리TV - 토마토증권통 - 토마토집통 - 팍스경제TV - 폴라리스TV - 가요TV - 엣지 온 (EDGE ON) - 법률방송 - BBC World News - CCTV-4 - CGTN - CNN US HD - CNN 인터내셔널 - CNBC - FOX News - NHK World JAPAN - NHK World Premium - TV5Monde - France 24 - 아리랑국제방송 - 국악방송 - BTN불교TV - BBS불교방송 - CTS기독교TV - CBS기독교방송 - 가톨릭평화방송 - 원음방송 - 상생방송 - CGN - GoodTV - C채널 - 9colors - MBCNET - KFN TV - 육아방송 - 대교 뉴이프 플러스 - MGTV - 빌리어즈TV - 시니어TV - 다문화TV | - FTV - 마운틴TV - tvN SPORTS - STN SPORTS - SmileTV Plus - TVAsia Plus - OGN - SOOP TV - 디스커버리 채널 - 아이넷TV - 아이넷라이프 - 슬로우TV - NBS 한국농업방송 - 복지TV - 실버아이TV - 애니멀 플래닛 - 해피독TV - EDGE TV - FUN TV - 볼링플러스 - DOG TV - 이벤트TV - 지방자치TV - 산업방송 채널i - HQ+ - 인디필름 - 카툰네트워크 - 카투니토 - JEI 잉글리쉬TV - JEI 재능TV - OUN 방송대학TV - KBS 키즈 - EBS english - EBS플러스2 - EBS플러스1 - EBS KIDS - EDU TV - 투니버스 - 애니플러스 - 드림웍스 채널 - 뽀요TV - 캐리tv - 핑크퐁채널 - GINIE TV 가이드 채널 - OZIC 락&하드코어 - OZIC HIT&HOT - OZIC 아티스트 - OZIC 테마라디오 - OZIC 클래식 - OZIC 위드커피 - OZIC 슬픈이야기 - OZIC 최신히트팝 - OZIC Cine&CM - OZIC 우먼리퀘스트 - OZIC 골든히트팝 - OZIC 파워충전 - OZIC 러빙유 - OZIC 가요차트 - OZIC 성인가요 - OZIC 흑인음악 - OZIC 클럽뮤직 - OZIC 로멘틱바 - OZIC 착한라디오 - OZIC 배경음악 - OZIC 랜덤라디오 - OZIC 프리미엄음악 - OZIC 7080음악 - OZIC 키즈&맘 - OZIC 가스펠 - OZIC Sweety - OZIC 쿨&핫 - OZIC 최신가요 - OZIC 댄스음악 - OZIC 재즈&뉴에이지 |

### 콘텐츠의 공급
「방송법」제2조 제3호에 따른 방송사업자, 「전기통신사업법」제21조에 따른 통신사업자 및 다른 법률의 규정에 따라 콘텐츠를 제작·공급하는 사업을 하는 자는 누구든지 인터넷 멀티미디어 방송용 콘텐츠를 인터넷 멀티미디어 방송 제공사업자에게 공급할 수 있다(제18조 제1항). 제1항에 따라 콘텐츠를 공급하고자 하는 자는 과학기술정보통신부에 신고 또는 등록하여야 한다. 다만, 인터넷 멀티미디어 방송 제공사업자에게 보도 또는 상품 소개와 판매를 전문으로 하거나 보도·교양·오락 등 다양한 분야를 종합적으로 편성한 콘텐츠를 제공하고자 하는 자는 과학기술정보통신부 장관의 승인을 받아야 한다(제18조 제2항). 제18조 제2항에 따라 신고·등록하거나 승인을 받은 인터넷 멀티미디어 방송 콘텐츠사업자가 제공하는 방송프로그램을 과학기술정보통신부가 대통령령으로 정하는 기준에 따라 고시한 경우(이하 "주요방송프로그램"이라 한다) 일반 국민이 이를 시청할 수 있도록 다른 인터넷 멀티미디어 방송 제공사업자에게도 공정하고 합리적인 가격으로 차별 없이 제공하여야 하며 주요방송프로그램의 계약 행위 등에 있어 시청자의 이익 및 공정거래질서를 저해하여서는 아니 된다(제20조 제1항).

### 대한민국의 IPTV 가입자 수 추이
| 2009년 1월부터 현재까지 대한민국의 IPTV 유료 가입자 수 추이 |                  |
| 출범 (상용화)                                               | 2009년 1월       |
| 50만 명 돌파                                                | 2009년 7월 14일  |
| 100만 명 돌파                                               | 2009년 10월 9일  |
| 200만 명 돌파                                               | 2010년 4월 24일  |
| 300만 명 돌파                                               | 2010년 12월 17일 |
| 400만 명 돌파                                               | 2011년 5월 27일  |
| 500만 명 돌파                                               | 2012년 4월 11일  |
| 600만 명 돌파                                               | 2012년 11월 8일  |
| 700만 명 돌파                                               | 2013년 5월 3일   |
| 800만 명 돌파                                               | 2013년 10월 21일 |
| 900만 명 돌파                                               | 2014년 3월 말    |
| 1000만 명 돌파                                              | 2014년 8월 16일  |
| 2000만 명 돌파                                              | 2022년 상반기    |
| 출처 : 한국IPTV방송협회                                     |                  |

## 대한민국 내 서비스 업체
- KT - 지니 TV
- SK브로드밴드 - B tv
- LG U+ - U+ TV

가입자 수는 선두 주자인 KT의 지니TV가 가장 많으며, 후발 주자인 SK브로드밴드의 BTV가 두 번째로 많다. SK브로드밴드의 B tv와 KT의 지니 TV의 경우, 2014년과 2016년 하반기에 100% Full HD채널로 전환하였다.

## 대한민국 이외 서비스 업체
- Nagravision
- Cisco
- NBTel
- Aliant
- SaskTel
- 9Telecom
- AT&T
- CenturyLink
- Ericesson
- Omni Television

## 같이 보기
- IPTV법
- 방송